# Port Neill
Port Neill is een plaats in de Australische deelstaat Zuid-Australië en telt 374 inwoners (2006).